# 龙州山橙
龙州山橙（学名：Melodinus morsei）是夹竹桃科山橙属的植物，为中国的特有植物。分布于中国大陆的广西等地，一般生于山地林中，目前尚未由人工引种栽培。